# California orientale

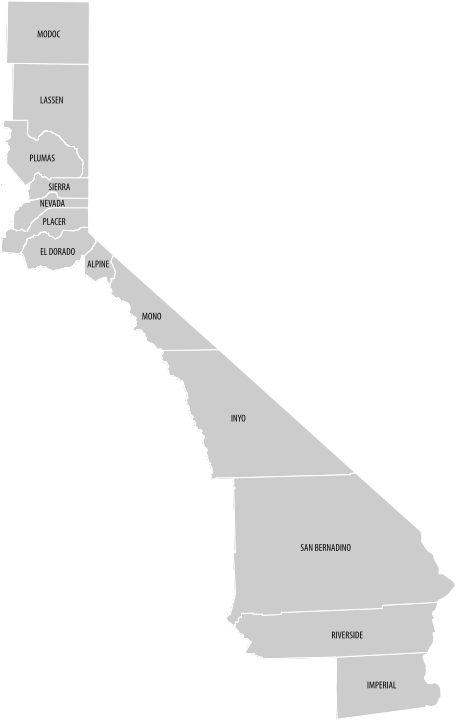
Mappa delle contee della California orientale

La California orientale è una regione degli Stati Uniti d'America corrispondente alla parte orientale della California.

## Contee
- Contea di Modoc
- Contea di Lassen
- Contea di Plumas
- Contea di Sierra
- Contea di Nevada
- Contea di Placer
- Contea di El Dorado
- Contea di Alpine
- Contea di Mono
- Contea di Inyo
- Contea di San Bernardino
- Contea di Riverside
- Contea di Imperial

## Geografia e demografia
L'area è scarsamente popolata in quanto ricca di zone desertiche, eccezion fatta che per l'area intorno al lago Tahoe, dove sorgono alcune importanti città.